# Agathe (pigenavn)
Agathe er et pigenavn, der stammer fra det græske αγαθή, agathe, "god". Navnet bruges på en række sprog.
Varianter omfatter blandt andet Agatha og Agate.
Dagens navn, d. 5. februar, er Agathe efter Sankt Agathe (ca. 225- 251), skytshelgen for blandt andet ammende mødre og sygeplejersker.

## Kendte personer
- Agatha Christie – engelsk kriminalforfatter

## Brug i fiktion
- Tante Agathe er titlen på et revynummer med tekst af Mogens Dam og musik af Aage Stentoft, som blev fremført af Erika Voigt i 1943.
- Tante Agathes Testamente er et brætspil.